# Albert Emil Kirchner
Ne pas confondre avec Albert Kirchner (1860-1902), un photographe, cinéaste et un inventeur.
Pour les articles homonymes, voir Kirchner.
Albert Emil Kirchner, né le 12 mai 1813 à Leipzig, et mort le 4 juin 1885 à Munich, est un artiste peintre saxon.

## Biographie
Albert Emil Kirchner est né le 12 mai 1813 à Leipzig. À partir de 1828, il étudie le dessin et l'anatomie avec Friedrich Brauer à l'académie de Leipzig.
Il étudie à l'Académie des beaux-arts de Munich et plus tard avec J. C. Dahl à Dresde et avec Caspar David. En 1832, il s'installe à Munich et devient membre de l'académie. Il expose dans plusieurs villes dont Dresde, Breslau (aujourd'hui Wrocław en Pologne) et Munich.
Son monogramme est composé des lettres « A » et « K ».
Albert Emil Kirchner est mort le 4 juin 1885 à Munich à l’âge de 72 ans.